# Linhart III. z Harrachu
Linhart III. z Harrachu-Rohrau (německy Leonhard III. von Harrach zu Rohrau, 1481 – 2. prosince 1527, Vídeň) byl rakousko-český šlechtic z rodu Harrachů z Rohrau v Dolním Rakousku.
Byl zemským radou ve Štýrském Hradci a hejtmanem (Landesverwester) ve Štýrsku.

## Život

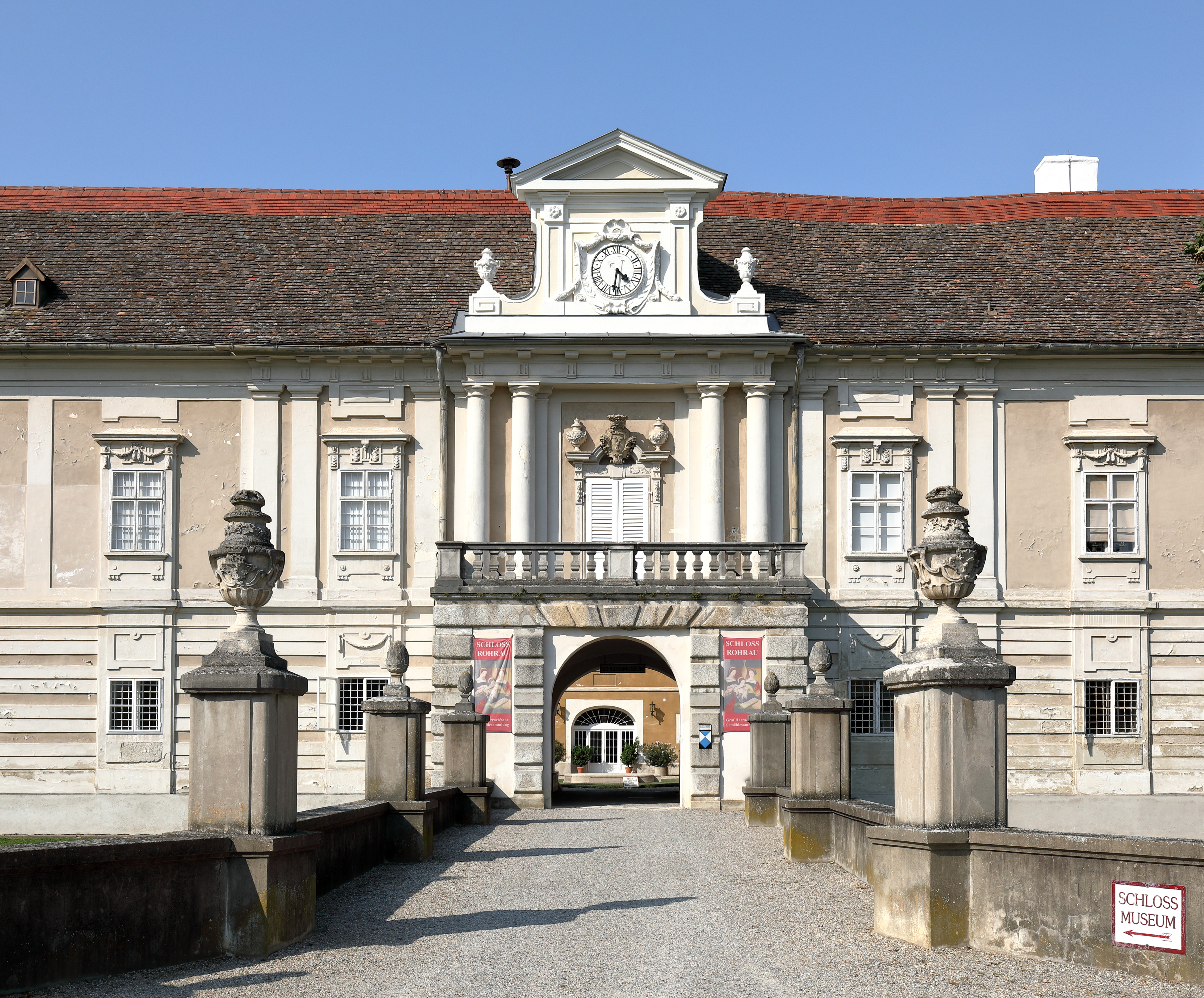
Zámek Rohrau v Dolním Rakousku

Narodil se roku 1481 jako syn štýrského hejtmana Linharta II. z Harrachu (1449–1513), pána na Puhensteinu, Labegu a Rabensteinu, a jeho manželky Markéty Pernerové z Rauhenshachenu (1453–1507), dcery Wolfganga Pernera z Rauhenshachenu a Anny Tazlerové z Pösseniz. Byl vnukem Linharta I. z Harrachu († 1461) a jeho třetí manželky Uršuly Pelaiterové (1422–1478) a pravnukem Bernarda z Harrachu († 1433).
Jeho bratr Jiří († 24. června 1514 v Talheimu) byl prvním německým mnichem řádu paulánů, vikářem německé provincie v Čechách tohoto řádu, korektorem kláštera sv. Anny v Talheimu z roku 1497.
V roce 1524 Linhart koupil panství Rohrau v Dolním Rakousku a tamní zámek Rohrau se později stal rodovým sídlem. Zemřel 2. prosince 1527 ve věku 46 let.

## Rodina
Linhart III. z Harrachu se oženil s Barborou z Hlinic (1485 - 28. března 1535), dcerou svobodného pána Baltazara z Hlinic-Gleinstätten a Barbory z Ramingenu. Manželé měli 12 dětí:
- Jáchym z Harrachu (1504–1537)
- Barbora z Harrachu (1505 - 13. prosince 1563, Pernštejn), provdaná za Kryštofa II. Jörgera z Kreisbachu (1502 - 19. ledna 1578)
- Kateřina z Harrachu (* 1507), provdaná za Kryštofa Grassweina z Weir-Puchelu
- Markéta z Harrachu (1508 - 4. února 1566), provdaná za Andrease Tanredl († 4. února 1566)
- Anna z Harrachu (1510 - 8. dubna 1576), provdaná za svobodného pána Linharta z Zinzendorfu (1506–1548)
- Jakub z Harrachu (1512 - 16. srpna 1527)
- Linhart IV. z Harrachu-Rohrau (1514 - 27. června 1590), od 4. ledna 1552 říšský svobodný pán z Harrachu-Rohrau, od roku 1577 svobodný pán v Českém království, v roce 1536 se oženil s Barborou z Windisch-Grätze (* asi 1520 - 9. srpna 1580)
- Felicitas z Harrachu (1516/1517 - 1575), provdaná za Jacoba Siegharta
- Uršula z Harrachu (1522 - 18. září 1554), provdaná 21. června 1540 v Augsburgu za svobodného pána Jana Jakuba Fugera z Kirchbergu a Weissenhornu (1516–1575)
- Anežka z Harrachu (1522–1557), provdaná za Kryštofa z Könritz
- Jakub z Harrachu († 1527)
- Kristýna z Harrachu